# Aberdeen Football Club 2017-2018
Questa voce raccoglie le informazioni riguardanti l'Aberdeen Football Club nelle competizioni ufficiali della stagione 2017-2018.

## Stagione
- In Scottish Premiership l'Aberdeen si classifica al 2º posto (73 punti), dietro al Celtic e davanti ai Rangers.
- In Scottish Cup viene eliminato in semifinale dal Motherwell (3-0).
- In Scottish League Cup viene eliminato ai quarti di finale dal Motherwell (3-0).
- In Europa League supera il secondo turno preliminare battendo i bosniaci dello Široki Brijeg (3-1), poi viene eliminato al terzo turno preliminare dai ciprioti dell'Apollōn Limassol (2-3).

## Maglie e sponsor
| Casa | Trasferta |

## Rosa
| N. |                        | Ruolo | Calciatore                |
| -- | ---------------------- | ----- | ------------------------- |
| 1  | Inghilterra (bandiera) | P     | Joe Lewis                 |
| 2  | Inghilterra (bandiera) | D     | Shay Logan                |
| 3  | Scozia (bandiera)      | C     | Graeme Shinnie (capitano) |
| 4  | Scozia (bandiera)      | D     | Andy Considine            |
| 5  | Irlanda (bandiera)     | D     | Anthony O'Connor          |
| 6  | Scozia (bandiera)      | D     | Mark Reynolds             |
| 7  | Scozia (bandiera)      | C     | Kenny McLean              |
| 8  | Scozia (bandiera)      | A     | Greg Stewart              |
| 9  | Irlanda (bandiera)     | A     | Adam Rooney               |
| 10 | Inghilterra (bandiera) | A     | Nicky Maynard             |
| 11 | Scozia (bandiera)      | C     | Gary Mackay-Steven        |
| 14 | Islanda (bandiera)     | D     | Kári Árnason              |

| N. |                        | Ruolo | Calciatore      |
| -- | ---------------------- | ----- | --------------- |
| 15 | Scozia (bandiera)      | A     | Scott Wright    |
| 16 | Inghilterra (bandiera) | C     | Greg Tansey     |
| 17 | Inghilterra (bandiera) | A     | Jayden Stockley |
| 19 | Scozia (bandiera)      | D     | Scott McKenna   |
| 20 | Irlanda (bandiera)     | P     | Danny Rogers    |
| 21 | Scozia (bandiera)      | D     | Daniel Harvie   |
| 22 | Scozia (bandiera)      | C     | Ryan Christie   |
| 23 | Scozia (bandiera)      | C     | Craig Storie    |
| 24 | Scozia (bandiera)      | A     | Connor McLennan |
| 25 | Scozia (bandiera)      | C     | Francis Ross    |
| 39 | Inghilterra (bandiera) | A     | Miles Storey    |
| 83 | Scozia (bandiera)      | A     | Stevie May      |

## Risultati

### Scottish Premiership

#### Prima fase
| Arbitro: | Euan Anderson |

|                                       |           |  |
| Anthony O'Connor 26’ Miles Storey 90’ | Marcatori |  |

| Arbitro: | Don Robertson |

|                 |           |                                  |
| Craig Curran 2’ | Marcatori | 23’ Mark Reynolds 71’ Shay Logan |

| Arbitro: | Kevin Clancy |

|                               |           |                   |
| Stevie May 11’ Stevie May 79’ | Marcatori | 53’ Roarie Deacon |

| Arbitro: | Bobby Madden |

|                                                  |           |                                                                           |
| Chris Erskine 8’ Kris Doolan 13’ Niall Keown 54’ | Marcatori | 5’ Ryan Christie 42’ (rig.) Kenny McLean 52’ Scott Wright 84’ Adam Rooney |

| Edimburgo 9 settembre 2017, ore 16:00 5ª giornata | Hearts        | 0 – 0 referto | Aberdeen | Stadio di Murrayfield (24.248 spett.)\| Arbitro: \| Craig Thomson \| |
| Arbitro:                                          | Craig Thomson |               |          |                                                                      |

| Arbitro: | Stephen Finnie |

|                |           |                  |
| Stevie May 10’ | Marcatori | 48’ Jordan Jones |

| Arbitro: | Nick Walsh |

|  |           |                    |
|  | Marcatori | 57’ Andy Considine |

| Arbitro: | John Beaton |

|                                                       |           |  |
| Adam Rooney 7’ Adam Rooney 18’ Adam Rooney 81’ (rig.) | Marcatori |  |

| Arbitro: | Steven McLean |

|  |           |                        |
|  | Marcatori | 38’ Gary Mackay-Steven |

| Arbitro: | Andrew Dallas |

|                                                                       |           |  |
| James Tavernier 7’ (rig.) Carlos Alberto Peña 27’ James Tavernier 70’ | Marcatori |  |

| Arbitro: | Don Robertson |

|  |           |                                            |
|  | Marcatori | 13’ Kieran Tierney 39’, 63’ Moussa Dembélé |

| Arbitro: | Don Robertson |

|                                           |           |                    |
| Ryan Christie 12’ Kenny McLean 52’ (rig.) | Marcatori | 8’ Michael Gardyne |

| Arbitro: | Nick Walsh |

|                                      |           |                                   |
| Dougie Imrie 19’ David Templeton 76’ | Marcatori | 27’ Greg Stewart 74’ Kári Árnason |

| Arbitro: | Bobby Madden |

|  |           |                                 |
|  | Marcatori | 42’ Louis Moult 54’ Louis Moult |

| Arbitro: | Steven McLean |

|                  |           |                                                          |
| Jordan Jones 66’ | Marcatori | 1’ Kenny McLean 12’ (aut.) Kirk Broadfoot 74’ Stevie May |

| Arbitro: | Willie Collum |

|                |           |                                   |
| Frank Ross 65’ | Marcatori | 14’ Danny Wilson 63’ Josh Windass |

| Arbitro: | Nick Walsh |

|  |           |                   |
|  | Marcatori | 48’ Scott McKenna |

| Arbitro: | Alan Muir |

|  |           |                                                    |
|  | Marcatori | 20’ Adam Rooney 33’ Kári Árnason 60’ Ryan Christie |

| Arbitro: | Bobby Madden |

|                                                                                         |           |                    |
| Graeme Shinnie 11’ Gary Mackay-Steven 36’ Gary Mackay-Steven 45’ Gary Mackay-Steven 62’ | Marcatori | 89’ Anthony Stokes |

| Arbitro: | Craig Thomson |

|                                                      |           |  |
| Mikael Lustig 40’ Jonny Hayes 69’ Olivier Ntcham 76’ | Marcatori |  |

| Arbitro: | Euan Anderson |

|                 |           |  |
| Adam Rooney 61’ | Marcatori |  |

| Aberdeen 30 dicembre 2017, ore 16:00 22ª giornata | Aberdeen    | 0 – 0 referto | Hearts | Pittodrie Stadium (18.371 spett.)\| Arbitro: \| John Beaton \| |
| Arbitro:                                          | John Beaton |               |        |                                                                |

| Arbitro: | Bobby Madden |

|                                                |           |  |
| Alfredo Morelos 32’ James Tavernier 80’ (rig.) | Marcatori |  |

| Arbitro: | Craig Thomson |

|                                                      |           |               |
| Scott McKenna 49’ Scott McKenna 52’ Niall McGinn 72’ | Marcatori | 28’ Kris Boyd |

| Arbitro: | Andrew Dallas |

|                                 |           |                                                                          |
| Alex Schalk 77’ Alex Schalk 82’ | Marcatori | 28’ Kenny McLean 32’ (rig.) Adam Rooney 34’ Adam Rooney 64’ Kenny McLean |

| Arbitro: | Euan Anderson |

|                                                        |           |  |
| Andy Considine 24’ Niall McGinn 80’ Andy Considine 87’ | Marcatori |  |

| Arbitro: | Andrew Dallas |

|                                      |           |  |
| Martin Boyle 46’ Florian Kamberi 60’ | Marcatori |  |

| Arbitro: | Bobby Madden |

|  |           |                                       |
|  | Marcatori | 37’ Moussa Dembélé 83’ Kieran Tierney |

| Arbitro: | Don Robertson |

|  |           |                                   |
|  | Marcatori | 65’ Kári Árnason 68’ Kenny McLean |

| Glasgow 10 marzo 2018, ore 16:00 30ª giornata | Partick Thistle | 0 – 0 referto | Aberdeen | Firhill Stadium (3.931 spett.)\| Arbitro: \| Greg Aitken \| |
| Arbitro:                                      | Greg Aitken     |               |          |                                                             |

| Arbitro: | Willie Collum |

|                    |           |  |
| Graeme Shinnie 35’ | Marcatori |  |

| Arbitro: | Bobby Madden |

|                                                                    |           |                   |
| Ryan Christie 34’ Stevie May 41’ Greg Stewart 51’ Greg Stewart 82’ | Marcatori | 68’ Matty Willock |

| Arbitro: | John Beaton |

|                                          |           |  |
| Steven Naismith 18’ David Milinkovic 20’ | Marcatori |  |

#### Seconda fase
| Arbitro: | Nick Walsh |

|  |           |                                 |
|  | Marcatori | 19’ Kenny McLean 59’ Shay Logan |

| Arbitro: | Andrew Dallas |

|                                             |           |  |
| Anthony O'Connor 21’ Gary Mackay-Steven 37’ | Marcatori |  |

| Aberdeen 5 maggio 2018, ore 16:00 3ª giornata | Aberdeen    | 0 – 0 referto | Hibernian | Pittodrie Stadium (17.822 spett.)\| Arbitro: \| John Beaton \| |
| Arbitro:                                      | John Beaton |               |           |                                                                |

| Arbitro: | Steven McLean |

|                         |           |                   |
| Kenny McLean 14’ (rig.) | Marcatori | 63’ Ross McCrorie |

| Arbitro: | Craig Thomson |

|  |           |                    |
|  | Marcatori | 47’ Andy Considine |

### Scottish Cup
| Arbitro: | Don Robertson |

|                                                                                  |           |                  |
| Adam Rooney 8’ (rig.) Ryan Christie 18’ Ryan Christie 33’ Gary Mackay-Steven 47’ | Marcatori | 25’ Gavin Reilly |

| Arbitro: | Willie Collum |

|                                                                                |           |                                   |
| Adam Rooney 20’ Gary Mackay-Steven 27’ Kenny McLean 35’ Gary Mackay-Steven 55’ | Marcatori | 34’ Sam Stanton 70’ Paul McMullan |

| Arbitro: | Steven McLean |

|                   |           |                      |
| Graeme Shinnie 9’ | Marcatori | 68’ (rig.) Kris Boyd |

| Arbitro: | Steven McLean |

|                       |                      |                          |
| Stephen O'Donnell 96’ | Marcatori            | 103’ (rig.) Kenny McLean |
|                       | Tiri di rigore 3 – 4 |                          |

| Arbitro: | Kevin Clancy |

|                                                 |           |  |
| Curtis Main 20’ Ryan Bowman 22’ Curtis Main 66’ | Marcatori |  |

### Scottish League Cup
| Arbitro: | Nick Walsh |

|  |           |                  |
|  | Marcatori | 43’ Kenny McLean |

| Arbitro: | Kevin Clancy |

|                                                   |           |  |
| Louis Moult 13’ Peter Hartley 19’ Louis Moult 85’ | Marcatori |  |

### UEFA Europa League
| Arbitro: | Erik Lambrechts |

|                   |           |                    |
| Ryan Christie 17’ | Marcatori | 69’ Stipo Markovic |

| Arbitro: | Michael Tykgaard |

|  |           |                                         |
|  | Marcatori | 72’ Greg Stewart 78’ Gary Mackay-Steven |

| Arbitro: | Mattias Gestranius |

|                                     |           |            |
| Ryan Christie 4’ Graeme Shinnie 78’ | Marcatori | 59’ Jander |

| Arbitro: | Stephan Klossner |

|                                      |           |  |
| André Schembri 17’ Emilio Zelaya 86’ | Marcatori |  |